# Thapaia multibudna
Thapaia multibudna är en insektsart som beskrevs av Song och Li 2009. Thapaia multibudna ingår i släktet Thapaia och familjen dvärgstritar. Inga underarter finns listade i Catalogue of Life.